# Ordine dell'Indipendenza (Turkmenistan)
L'Ordine dell'Indipendenza (in turkmeno: Garaşsyzlyk) è un'onorificenza turkmena.

## Storia
L'ordine è stato istituito il 18 giugno 2001 e l'8 febbraio 2014 ha assunto una nuova veste.

## Assegnazione
L'ordine è stato istituito per premiare il lavoro speciale e i risultati professionali raggiunti in vari settori in occasione dei dieci anni dell'indipendenza del Turkmenistan.
L'ordine viene assegnato per premiare meriti speciali nel rafforzamento dell'indipendenza del Turkmenistan, del potere di difesa e di sicurezza dello Stato; nello stabilimento della legge e dell'ordine nel paese; nel rafforzamento dell'autorità internazionale del Turkmenistan; nell'attuazione degli obiettivi fissati dal Presidente del Turkmenistan; brillanti risultati nei campi dell'economia, della politica, della cultura e in altri campi di attività ed elevate capacità professionali e di lavoro creativo.
L'ordine viene assegnato ai cittadini del Turkmenistan.
L'ordine può essere conferito anche a persone che non sono cittadini del Turkmenistan.
Il Presidente del Turkmenistan può assegnare l'ordine anche a cittadini di altri Stati.
L'ordine viene assegnato una volta all'anno in occasione del Giorno dell'Indipendenza del Turkmenistan, il 27 ottobre.
In altri casi, l'assegnazione dell'ordine è presa con decisione del Presidente del Turkmenistan.
L'assegnazione dell'ordine avviene su proposta dei capi degli organi centrali del potere e dell'amministrazione statale, dei khyakim dei Province e della città di Aşgabat, nonché di organizzazioni pubbliche. Le domande vengono presentate alla Presidenza del Turkmenistan.
Agli insigniti vengono conferiti l'insegna e un attestato.
I cittadini del Turkmenistan insigniti dell'ordine ricevono un bonus di 1000 dollari e un supplemento mensile per salari, stipendi ufficiali, pensioni e borse di studio per un importo del 30% del salario minimo. Il pagamento dell'indennità mensile ai dipendenti di imprese, istituzioni e organizzazioni finanziate dal bilancio statale viene effettuato a spese del bilancio statale mentre il pagamento dell'indennità ai dipendenti di altre imprese, istituzioni e organizzazioni spetta a queste ultime.
L'ordine viene assegnato con decreto del Presidente del Turkmenistan.

## Insegne

### Dal 2001 al 2014
L'insegna aveva la forma di un ottagono del diametro totale di 78 mm. Sul dritto, al centro era presente un grande cerchio sul quale era posta l'immagine della bandiera del Turkmenistan. Al centro della bandiera vi era un bassorilievo raffigurante il presidente turkmeno Saparmyrat Nyýazow.
Da sotto queste immagini partivano dei raggi di sole diretti verso l'alto. Nella parte superiore del cerchio dell'ordine era presente la parola "Garaşsyzlyk" in rilievo. In basso vi erano due rami di ulivo. Su tutti gli otto angoli erano presenti le immagini convesse di una mezzaluna e di cinque stelle a cinque punte. L'ordine veniva indossato su una catena d'oro. Sul retro dell'ordine vi era la scritta in rilievo "Türkmenistanyň Garaşsyzlygynyт 10 эyllygyna" con sotto l'immagine del Monumento all'Indipendenza.
L'insegna era realizzata in oro puro 995.
La base della barra dell'ordine era realizzata in tessuto di seta verde e su entrambi i lati erano presenti colonne verticali di colore verde chiaro sulle quali erano applicate strisce gialle.

### Dal 2014
L'insegna ha la forma di una stella a otto punte. Alla fine di ogni punta è presente una sfera. Nello angoli ottusi tra le punte sono presenti dei semicerchi smaltati di verde contenenti linee a forma di raggi del sole e ornamenti nazionali. Il diametro complessivo dell'insegna è di 42 mm.
Al centro della stella, nella parte centrale di un cerchio dorato del diametro di 23 mm, sullo sfondo dei raggi del sole nascente, è presente una mappa del Turkmenistan smaltata di verde e con una sagoma convessa dorato del Monumento all'Indipendenza del Turkmenistan. Il cerchio è circondato da un anello largo 30 mm smaltato di verde. All'interno di questo sono posti in alto la scritta dorata "GARAŞSYZLYK" e in basso dei rami di ulivo divergenti.
In ogni punta ci sono cinque pietre di zircone disposte a freccia con al centro delle pietre rosse.
L'insegna è attaccata con un anello a un blocco realizzato a forma di libro aperto alto 20 mm e largo 31 mm. Al centro di questo, su una colonna ricoperta smaltata di rosso, sono presenti le immagini di cinque tappeti turkmeni dorati. Il blocco è smaltato di verde e ha un ornamento dorato.
L'ordine è realizzato in argento 925 dorato.
Il nastro è verde scuro con strisce di colore verde chiaro.